# Bouygues Telecom
Pour les articles homonymes, voir Bouygues (homonymie).
Bouygues Telecom est un opérateur de télécommunications français, filiale du groupe Bouygues, lancé commercialement en 1996. Historiquement, l'entreprise est le troisième des quatre opérateurs de téléphonie mobile nationaux français, apparu après Orange et SFR et avant Free Mobile. L'opérateur exploite également un réseau de fourniture d'accès à Internet « fixe » pour les foyers français. En 2019, pour la fourniture des services câble et fibre, Bouygues Telecom exploite en partie le réseau de son concurrent Altice France-groupe SFR et son propre réseau FTTH. L'opérateur signe également des partenariats de co-déploiement pour la fibre optique en France, avec son concurrent Orange.
Au 31 décembre 2024, l'entreprise compte :
- Environ 18 millions d'abonnés[réf. nécessaire] au téléphone mobile[5],[6].
- Environ 5,1 millions de clients activés sur les réseaux xDSL[5], câble ou fibre optique pour l'activité accès à Internet fixe[6].

## Historique
Par un arrêté daté du 8 décembre 1994, le groupe Bouygues se voit accorder l'autorisation d'établir et exploiter en France métropolitaine, un réseau public à la norme GSM dans les gammes des fréquences bandes de 900 et 1 800 MHz. Disposant d'un réseau moins étendu que ses concurrents arrivés quatre ans avant lui dans ce secteur d'activités, Bouygues Telecom a dû adopter une stratégie d'innovation pour développer et préserver ses parts de marché[réf. nécessaire].
Services notables de Bouygues Telecom depuis son lancement par rapport à ses concurrents Orange et SFR :
- exploitation de la bande de fréquences hautes 1800MHz (DCS), adaptée au secteur urbain ;
- commercialisation d'abonnements au « forfait », en mai 1996 ;
- ouverture d'un service de SMS « télémessages » en 1996, initialement uniquement entre ses abonnés, non facturé jusqu'en 1997 ;
- fonction répondeur-enregistreur incluse dans le forfait, à partir du 15 janvier 1997 ;
- service de présentation du numéro entre ses clients et les clients des réseaux numériques à la fin de l'année 1997, suivi quelques mois plus tard par ses concurrents ;
- adoption de la norme d'amélioration sonore EFR sous le nom commercial de Son Digital Haute Résolution en novembre 1997 ;
- lancement du forfait « Spot » en mars 2000 pour plusieurs minutes de communication offerte en échange de messages publicitaires durant la communication ;
- création du forfait « Millenium » en novembre 1999, premier forfait à proposer des appels illimités durant le weekend.

En 2001, malgré le lancement sa stratégie marketing, Bouygues Telecom ne parvient pas à optimiser ses résultats et plafonne autour de 17 % de part de marché. L'opérateur s'attache dès lors à conclure un partenariat avec l'opérateur japonais NTT DoCoMo, afin d'utiliser la marque et le système i-mode, censé offire l'accès aux services multimédias sur le réseau mobile. Toutefois, ce marché ne se développe pas et les freins technologiques entraînent un semi-échec commercial. Le 17 novembre 2004, une panne bloque la totalité du réseau de Bouygues Telecom et met plus de 24 heures à être résolue. Bouygues Telecom estime son manque à gagner à plus de 20 millions d'euros et assigne son équipementier Tekelec (en) en lui réclamant 179 millions de dollars de compensation. Bouygues Telecom et Tekelec parviennent à un accord en 2007 avec une avance de 5 millions de dollars créditée.
Bouygues effectue les premières expérimentations de télévision sur mobile (DVB-H) en mars 2005 en partenariat avec France Télécom, Orange et TPS. Les accès Haut Débit exploitant la norme EDGE sont mis en place en mai 2005. En 2006, Bouygues Telecom lance Neo, le premier forfait illimité français vers tous les opérateurs, utilisable à partir de 20 h. La norme 3G+ (HSDPA et HSUPA) couvre 20 % de la population, le 19 novembre 2007 et étendue à 96 % de la population, fin 2012. Le 20 octobre 2008, Bouygues Telecom lance son offre triple-play ADSL à destination du grand public et des professionnels, 5 années après son concurrent Free. Le 25 mai 2009, Bouygues Telecom lance Ideo réunissant le mobile et le triple-play sur la ligne fixe via la Bbox.
Lors de la conférence de presse organisée le 27 août 2009, Bouygues Telecom annonce avoir franchi le cap des 10 millions de clients.

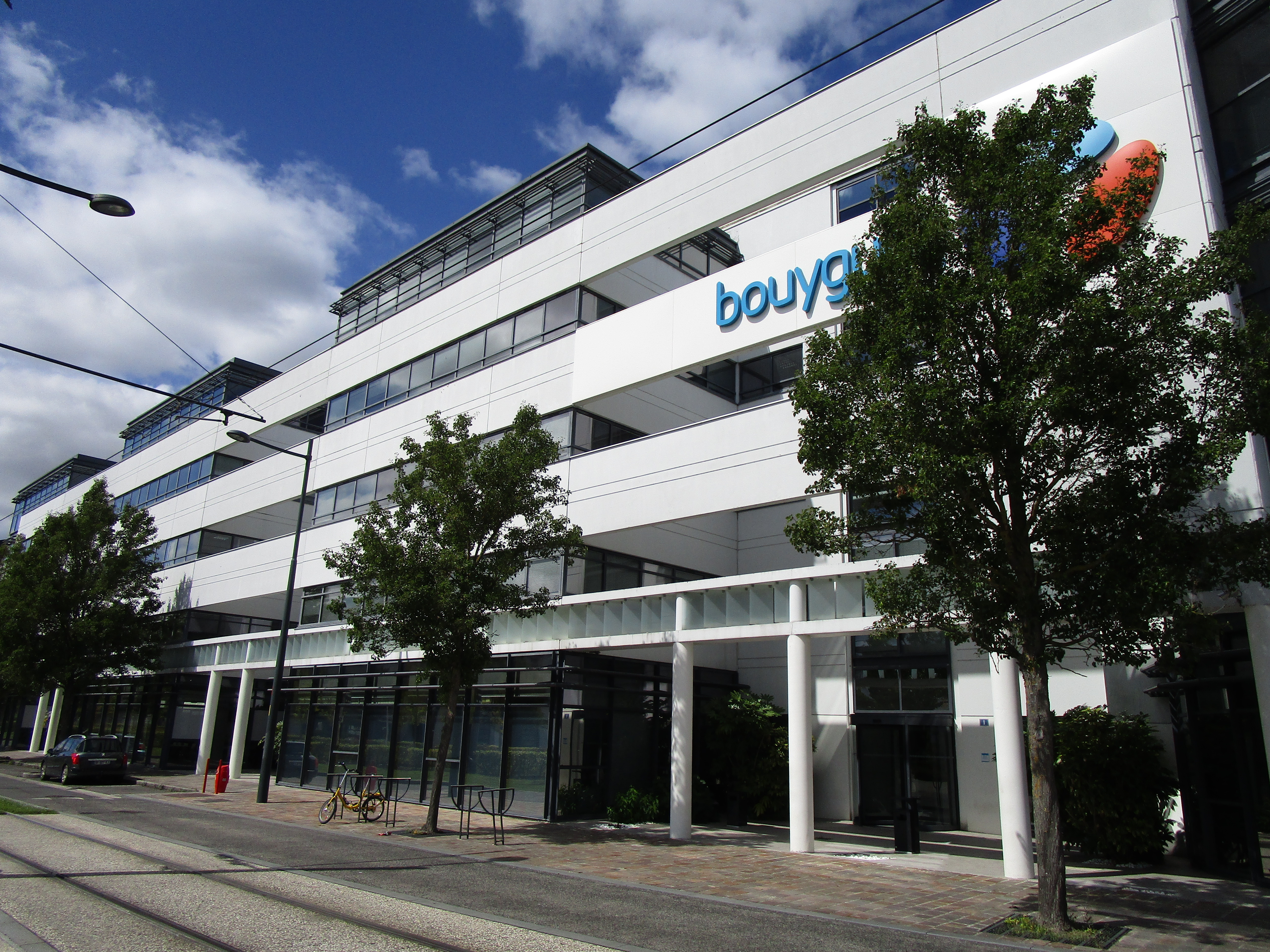
Bâtiment de Bouygues Telecom dans le quartier des Deux-Lions, à Tours.

Le 22 octobre 2010, grâce à un partenariat avec l'opérateur Numericable (groupe SFR), Bouygues Telecom lance son offre Bbox Fibre optique. Pour réagir face à la conccurence des offres Freebox, le 18 juillet 2011, Bouygues Telecom lance les offres B&YOU, sans engagement et disponible exclusivement sur internet. Le 19 octobre 2011, Bouygues Telecom lance une chaîne de télévision promotionnelle box Actu TV. Elle restransmet des bandes-annonces du programme des chaînes TV et VOD du bouquet Bbox ainsi que des vidéos didactiques des services commercialisés avec la Bbox. Le 18 juin 2012, Bouygues Telecom lance sa nouvelle box baptisée Bbox Sensation, conçue et développée par le fabricant coréen Samsung.
En 2012, Bouygues Telecom organise un plan social et supprime 556 emplois avec mise en place d'un plan de départs volontaires.
Le 12 mars 2013, l'Arcep publie un document fixant les modalités de l'autorisation accordée à Bouygues Telecom pour réutiliser une de ses bandes de fréquences 2G (1 800 MHz) pour le développement de son réseau 4G. L'opérateur a formulé cette demande en juillet 2011 et amené en accord avec le régulateur, des tests sur son réseau pour pouvoir utiliser la norme LTE (4G) sur cette bande de fréquence.
L'opérateur annonce le 2 avril 2013 son premier smartphone. Entré dans la course au forfait mobile à bas prix avec le lancement de B&You, l'opérateur commence la commercialisation de smartphones pour les utilisateurs assidus de l'Internet mobile : la gamme « BS ». Le premier mobile est le Bouygues Telecom Bs 401, téléphone sous Google Android équipé d'un écran de 4 pouces, commercialisé avec ou sans abonnement. Une autre gamme intégrant des téléphones plus simples est également lancée : la gamme « BC ». Le 1 octobre 2013, Bouygues Telecom ouvre son réseau 4G grâce à la réutilisation de la bande de fréquence 2G allouée à 1 800 MHz. L'opérateur annonce couvrir 63 % de la population et 100 villes,.
Le 31 janvier 2014, Bouygues Telecom et SFR signent un accord de partage de leurs réseaux mobiles conformément au contrat « Crozon ». Ce contrat porte sur la mutualisation des réseaux 2G, 3G et 4G des deux concurrents en dehors des « zones très denses » ou unités urbaines de plus de 200 000 habitants. Le territoire est divisé en deux zones sur laquelle chaque opérateur déploie pour lui-même ainsi que l'opérateur accueilli. Ce contrat permet de déployer plus rapidement leur réseau 4G, chacun n'ayant pas à totalité du territoire à couvrir.
En février 2014, Bouygues Telecom dépose une offre de rachat du deuxième opérateur français SFR, filiale du groupe Vivendi. La transaction est estimée à quinze milliards d'euros. Le 9 mars, en vue de ce rachat, Bouygues Telecom et le groupe Iliad, maison mère de l'opérateur Free, annoncent avoir conclu un accord prévoyant de céder l'intégralité du réseau mobile de Bouygues Telecom à la société Free mobile sou réserve d'autorisaiton de l'achat de SFR par les autorités nationales compétentes. Cette transaction est estimée à 1,8 milliard d'euros. Finalement, l'opérateur SFR est racheté par Numericable / groupe Altice. Le 9 mars 2014, le groupe Iliad (Free) annonce avoir signé un accord avec Bouygues Telecom portant sur l'accès à un réseau de 15 000 antennes, contre 1,8 milliard d'euros. Ce contrat n'est toutefois pas conclu car conditionné au rachat préalable de SFR par Bouygues.
En juin 2014, Bouygues Telecom annonce un plan social portant sur la suppression d'environ 1 500 emplois.
Fin juin 2014, Bouygues Telecom lance son réseau 4G+ lancé le 17 juin 2014 compatible avec la norme LTE catégorie 6, sur certaines agglomérations françaises et la Bbox Sensation Fibre, le 26 juin, couplée à la technologie FTTH procurant un débit théorique jusqu’à 1 Gbit/s. Le 28 janvier 2015, Bouygues Telecom lance sa box sous Android, appelée la Bbox Miami. Le 23 mars 2015, la Bbox Miami est disponible pour les nouveaux clients. À son lancement, ce terminal exploite Android 4.2.2 puis une mise à jour vers Android TV est disponible à partir du 11 avril 2016. Mi-2015, le réseau bas débit à longue portée LoRa (LoRaWAN) d'Objenious, filiale de Bouygues Telecom est censé permettre les communications des objets connectés, conforme au plan d'Internet des objets et villes intelligentes. Les applications concernent la gestion intelligente de l'éclairage public, des feux de signalisation du trafic autoroutier, des containers de déchets, etc.
En juin 2015, SFR propose plus de 10 milliards d'euros à Bouygues pour le rachat de Bouygues Telecom mais le conseil d'administration de Bouygues refuse l'offre. Le 5 janvier 2016, Orange et Bouygues annoncent officiellement être en négociation pour un rapprochement mais, le 1er avril 2016, le Conseil d'administration d'Orange aconstate qu'un accord en vue d'un rapprochement avec Bouygues Telecom ne peut pas être trouvé, mettant un terme aux discussions engagées.
Le 23 janvier 2017, Bouygues Telecom lance la Box 4G dans certaines zones en France. Cette offre permet un accès Internet à domicile via le réseau 4G, offrant des débits généralement supérieurs à l'ADSL. Puis en juillet de la même année, l'opérateur actualise cette offre en proposant la Box 4G+ avec des débits nettement supérieurs.
En avril 2018, Bouygues Telecom revoit ses abonnements à l'Internet fixe. Les offres Bbox Miami et Miami+ sont ainsi remplacées par les abonnements Bbox Must et Bbox Ultym. L'offre d'entrée de gamme, Bbox Fit, est proposée en Haut Débit uniquement. À leur lancement, les trois box internet sont à des tarifs similaires, quelle que soit la technologie à laquelle le logement est éligible. Presque un an après leur commercialisation, Bouygues Telecom revoit finalement ses abonnements et leurs prix, à la hausse. Le fournisseur d'accès à Internet opère dès lors une distinction de tarif entre les abonnements Haut Débit et Très Haut Débit, le 25 mars 2019. Les débits ascendants sont accrus pour les Bbox Must et Bbox Ultym, cette dernière intégrant en complément, le bouquet Canal+ Séries.
Le 8 novembre 2019, Bouygues Telecom annonce son partenariat avec TPF Ingénierie pour le déploiement de la 5G. Leur association consiste notamment à mettre en place des centres de donneés sur l'ensemble du territoire pour favoriser le développement du réseau mobile 5G. Sur les trois années du partenariat, une centaine de centres de données sont ainsi voués à être mis en place. Au cours de l'année 2020, Bouygues Telecom lance la 4G+ Gbit/s dont le débit maximum thétrique est de 1077 Mbit/s, grâce à la combinaison de plusieurs technologies : L'agrégation de 4 bandes de fréquences 1 800 MHz + 2 600 MHz + 2 100 MHz + 800 MHz, avec la modulation QAM256 et l'ajout du procédé MIMO 4x4. Ce débit est rendu possible à condition d'utiliser un terminal LTE compatible. Le service est notamment disponible dans la métropole de Bordeaux.
En juin 2020, Bouygues Telecom annonce l'acquisition d'Euro-Information Telecom gérant notamment NRJ Mobile et CIC Mobile, pour entre 670 et 855 millions d'euros,. Dans la foulée de cette annonce, Bouygues Telecom concernant les box internet fibre optique de l'opérateur, jusqu'alors bridées à 1 Gb/s, désormais en mesure de proposer un débit théorique jusqu'à 2 Gb/s. Au dernier trimestre 2021, Bouygues Telecom est le second opérateur avec le plus d'antennes 5G ouvertes à la commercialisation en détenant 26 % du marché total avec 9 924 antennes au 31 décembre 2021.
En 2021, Bouygues Telecom augmente le prix de certaines de ses offres mobiles dites « à vie » sans possibilité pour le client de refuser l'augmentation, sauf à résilier. En février 2022, Bouygues Telecom lance son service de réparation Express de téléphones mobiles auprès de ses boutiques, pour les clients Bouygues Telecom et de ses concurrents. Parallèlement, l'opérateur s'engage à réduire l'empreinte carbone des smartphones, en disposant des urnes de recyclages dans ses boutique et s'engage avec Reforest'Action, pour que chaque mobile recyclé engendre un arbre planté et ce, jusqu'au 27 février 2022.
En 2022, Bouygues Telecom augmentele trafi de certains forfaits de +4 euros par mois, en proposant les appels illimités vers les téléphones mobiles en Europe, des accès au service de replay TF1 Max et à la plateforme Majelan. Ces augmentations sont automatiques, l'abonné dans les quatre mois suivant la notification, pouvant refuser ces options payantes ou résilier.
En mars 2022, l'opérateur lance son nouveau forfait mobile responsable et solidaire baptisé « Source »,. Partenaire du moteur de recherche français Lilo, Bouygues Telecom permet de faire don de la data 4G inutilisée et transformée au profit d'associations. À la fin du mois de mars 2022, Bouygues Telecom aFfirme que plus de 4 millions d'euros auraient été reversés à une centaine de projets écologiques et responsables.
Après avoir perdu plus de 28 % entre 2020 et 2022, l'action Bouygues remonte et gagne 27,14 % contre 16,33 pour le CAC 40 en 2023. Fort de ces resultats, le groupe Bouygues en profite pour commencer une restructuration, après avoir obtenu l’accord de l’AMF pour finaliser une OPA sur sa filiale rail Colas pour simplifier la structure du capital de Colas et du groupe Bouygues. Le groupe se propose aussi d'acquérir La Poste Mobile mai en mai 2024, des divergences avec SFR perturbent cet objectif. L'action perd environ 2 % ,.
En juin 2024, Bouygues Telecom annonce mettre fin à la commercialisation de toutes ses offres de cartes prépayées à compter du 30 juin 2025, sauf l'offre My European e-SIM.
Le 12 août 2024, l'autorité de concurrence française a validé le rachat de La Poste Mobile par la société Bouygues Telecom.
Le 26 juin 2024, Bouygues Telecom lance l'absorption de BTBD, le 1er juillet une demande est faite au tribunal de commerce par les deux sociétés, l'absorption entre en vigueur le 1er octobre 2024,.
À compter du 1er octobre, les blocs de numéros de téléphone attribués par l'Arcep à BTDB sont transférés à Bouygues Telecom.
Le rachat de La Poste Mobile par Bouygues Telecom a été finalisé le 15 novembre 2024.
En août 2025 la société est victime d'une cyberattaque qui atteint 6,4 millions de clients. Les coordonnées, état-civil et IBAN ont été dérobés lors de l'opération.

### B&YOU
B&YOU est une marque française de téléphonie mobile lancée le 18 juillet 2011 par Bouygues Telecom.
130 000 clients ont souscrit à cette offre entre juillet 2011 et mars 2012.
Initialement axée sur des forfaits à bas prix, elle s'ouvre le 10 septembre 2012 à des cartes prépayées avec crédit valable à vie. Celles-ci ne sont plus commercialisées depuis le 30 juillet 2013. Les clients des cartes prépayées sont transférés chez l'opérateur Simyo[réf. nécessaire].
De novembre 2013 à fin 2014, B&YOU proposait une offre fixe ADSL qui comprenait un accès Internet illimité avec un débit de 20 Mbit/s maximum et les appels illimités vers fixes et mobiles à 15,99 € par mois. Cette offre a cessé d'exister peu de temps avant la fusion des offres B&YOU avec celles de Bouygues Telecom[réf. nécessaire].
Le 17 novembre 2014, les clients B&You ont fusionné avec les clients Bouygues Telecom, offrant ainsi la possibilité aux abonnés des offres sans engagement de bénéficier de tout l'accompagnement par téléphone des conseillers Bouygues Telecom. La marque B&You continue cependant à être utilisée par Bouygues Telecom.

## Activités
Bouygues Telecom est l'un des quatre opérateurs de réseau mobile français disposant d'un réseau physique ; en plus d'offres d'abonnement et de cartes prépayées sous sa propre marque, il commercialise des offres mobiles sous la marque B&YOU.

### Situation du marché français
Les parts du marché français de la téléphonie mobile se décomposent fin 2014 de la façon suivante sur la base d'interprétation des résultats communiqués par les opérateurs et l'Arcep (chiffres mobile au 31 décembre 2014), :
- 38,90 % pour Orange
- 31,70 % pour SFR (intégrant Virgin Mobile (France) racheté en 2014)
- 15,40 % pour Bouygues Telecom
- 13,90 % pour Free Mobile.

Attention : les abonnés aux MVNO sont intégrés dans la part de marché de chacun des opérateurs de réseaux présentés ci-dessus, soit 8,993 millions de lignes qui habituellement ne sont pas prises en compte dans le calcul des parts de marché de chaque opérateur de réseau hébergeur.
(environ un million pour Orange sur les chiffres connus et publiés, sur un total de 7,423 millions d'abonnés aux MVNO,)
Les parts du marché français des connexions Internet à haut et très haut débit se décomposent de la façon suivante sur la base d'interprétation des résultats communiqués par les opérateurs et l'Arcep (chiffres du fixe analysés au 31 décembre 2014) :
- 39,90 % pour Orange ;
- 25,30 % pour SFR ;
- 22,60 % pour Iliad (Free/Alice) ;
- 9,30 % pour Bouygues Telecom ;
- 2,90 % pour les autres.

## Caractéristiques techniques du réseau mobile de Bouygues Telecom
Afin de minimiser le coût de son infrastructure et de préserver son indépendance, Bouygues Telecom a historiquement raccordé ses sites radio à son cœur de réseau majoritairement par un réseau privé de backhaul basé sur des faisceaux hertziens (FH) de fréquences variant de 6 à 80 GHz ; contrairement à Free Mobile et Orange qui utilisent principalement des liaisons par câbles et fibre optique. Les technologies hertzienne permettent d'atteindre des débits de plusieurs Gbit/s à moindre coût, couvrant les besoins pour le LTE Advanced et 5G NR NSA.
De plus, Bouygues Telecom et SFR mutualisent depuis 2014 leurs réseaux en zones rurales et moyennement denses afin de réduire les coûts (projet Crozon). Celui-ci consiste à partager les infrastructures télécoms tout en conservant leurs patrimoines de fréquences (RAN-sharing). Ce projet a été fortement critiqué par certains utilisateurs car le réseau manque de dimensionnement et d'optimisation radio. À travers les réseaux sociaux, Bouygues Telecom indique qu'un grand programme de densification des sites radio et d'ajout de fréquences est en cours mais malgré des efforts marquants le projet reste critiqué.
Concernant le déploiement de la 5G, Bouygues Telecom a axé sa stratégie sur les fréquences 2.1Ghz et 3.5Ghz. En Novembre 2023, l'opérateur comptait 11 229 antennes sur la fréquence 2.1Ghz et 6 921 antennes actives sur la fréquence 3.5Ghz sur le territoire métropolitain.

## Filiales
- Réseau Club Bouygues Telecom : 99,99 % - le réseau de 650 boutiques à l'enseigne Club Bouygues Telecom (à fin décembre 2012).
- Bouygues Telecom Initiatives - soutien aux jeunes entreprises innovantes du secteur des services de communication
- Alleo de Bouygues Telecom Entreprises : filiale à 100 % de Bouygues Telecom Entreprises (depuis 2013) - propose les solutions de connectivité et d’intégration sur le marché PME.
- Bouygues Telecom Business-Distribution - regroupe les marques d'Euro-Information Telecom et des offres à destination des professionnels

### Anciennes filiales
- Extenso Telecom : 99,98 % (anciennement Teleciel) - Grossiste en téléphonie mobile, accessoires et objets connectés[61], Extenso Telecom anime et approvisionne un réseau de 2 700 points de vente.
- Bouygues Telecom Caraibes : Opérateur de téléphone mobile dans les départements français d'Amérique, cédé en 2005 à l'opérateur jamaïcain Digicel.
- Bouygtel Service : 100 % (radié en 2009).

## Dirigeants
- Philippe Marien est président du conseil d'administration depuis le 18 février 2009, il succède à ce titre à Philippe Montagner[62]. Il est aussi directeur financier du groupe Bouygues.
- Olivier Roussat est président directeur général du 1er juin 2013[63] au 18 février 2021. Il était directeur général depuis 2007.
- Richard Viel est directeur général délégué-adjoint entre 2007 et 2013. Il devient ensuite directeur des opérations commerciales à partir du 1er juin 2013. Il est nommé PDG le 18 février 2021.
- Le 1er janvier 2022, Benoît Torloting devient directeur général de l'opérateur[64].

## Identité visuelle (logo)

Logo de Bouygues Telecom du 30 mai 1996 au 24 mai 2005.
Logo de Bouygues Telecom du 25 mai 2005 au 3 septembre 2006.
Logo de Bouygues Telecom du 4 septembre 2006 au 24 février 2015.
Logo de Bouygues Telecom depuis le 25 février 2015.

## Partenariats sportifs
Bouygues Telecom est le parrain officiel de plusieurs événements sportifs tels que le vélo, avec l'équipe cycliste Bbox Bouygues Telecom de 2005 à 2010, mais aussi la voile,.

## Activité de lobbying
Pour l'année 2017, Bouygues Telecom déclare à la Haute Autorité pour la transparence de la vie publique exercer des activités de lobbying en France pour un montant qui n'excède pas 300 000 euros. Bouygues Telecom déclare par ailleurs 550 000 euros en activités de lobbying auprès du Parlement européen.

## Affaire judiciaire
Le 1er décembre 2005, Bouygues Telecom a été condamné par le Conseil de la concurrence à une amende de 58 millions d'euros dans l'affaire de l'entente entre trois opérateurs de téléphonie mobile en France.